# إيزوكو هاتانو
إيزوكو هاتانو (اليابانية:波多野勤子 هاتانو Isoko؛ 21 ديسمبر 1905 - 15 سبتمبر 1978) كانت عالمة يابانية في علم النفس التنموي. حصلت على وسام التاج الثمين عام 1976.

## نُبذة
ولدت هاتانو في طوكيو، اليابان، عام 1905. في عام 1927، أكملت درجة في اللغة الإنجليزية من جامعة المرأة اليابانية. من عام 1928 إلى عام 1937، درست علم نفس الطفل في معهد أبحاث الأطفال في جامعة المرأة اليابانية. عملت كمساعد باحث في علم النفس ومستشار تعليمي في جامعة طوكيو بونريكا ( جامعة تسوكوبا الآن ). في عام 1948، التحقت كطالب دراسات عليا في جامعة نيهون. حصلت على درجة الدكتوراه في علم النفس عام 1956. كانت أطروحتها بعنوان تنمية الأطفال والتعليم المنزلي.